# Rich Piana
Richard Eugene Piana (Rich Piana), född 26 september 1970 i Glendale, Kalifornien, död 25 augusti 2017 i Clearwater, Florida, var en amerikansk kroppsbyggare. 
Piana har bland annat vunnit Mr. California två gånger, 2003 och 2009. Han har även haft titeln Amerikas största överarmar.
2014 erkände Piana att han använt anabola steroider för att hjälpa sig bygga upp sin kropp.